# Acontia morides
Acontia morides là một loài bướm đêm trong họ Noctuidae.